# Mycielin (przystanek kolejowy)
Mycielin – nieczynny kolejowy przystanek osobowy w Mycielinie, w województwie lubuskim, w Polsce.